# Lissonota exculta
Lissonota exculta là một loài tò vò trong họ Ichneumonidae.